# اخترپیشانی شکم‌زرین
اخترپیشانی شکم‌زرین (نام علمی: Coeligena bonapartei) گونه‌ای از مرغ‌های مگس در تبار «خورشیدرخشان‌تباران» (Heliantheini) در زیرتیرهٔ Lesbiinae و بومی کلمبیا است.